# 4 شياطين
4 شياطين (بالإنجليزية: Devils 4)‏ هو فيلم أبيض وأسود درامي أمريكي صامت إنتاج عام 1928 المعروف أيضًا باسم الشياطين الأربعة من إخراج الألماني فريدريك مورناو وبطولة جانيت جاينور. يعتبر فيلم ضائع. ولا يُعرف بقاء أي نسخ منه.

## ملخص الفيلم
تتعلق المؤامرة بأربعة أيتام (جانيت جاينور ، ونانسي دريكسيل ، وباري نورتون ، وتشارلز مورتون) الذين أصبحوا لاعبي لهلوان رفيعي المستوى ، وتم تدريبهم وضربهم من قبل مالك سيرك القاسي. ويتم مساعدتهم من قبل مهرج لطيف لحمايتهم من صاحب السيرك الوحشي الذي هو الوصي عليهم. على الهروب يربيهم ويدربهم ليصبحوا بهلوان. مرت السنوات وسرعان ما أصبح الأطفال الأربعة فرقة أكروبات شهيرة ناجحين يطلقون على أنفسهم اسم "الشياطين الأربعة". لكن عندما يقدمون عروضهم في سيرك أوليمبيا في باريس ، يتورط تشارلز مع شخص غريب جميل. تعلم ماريون عن العلاقة وتشتت انتباهها. في ختام أدائها الذي تعمل فيه بدون شبكة سقطت ماريون من الارجوحة لكنها نجت ، وعاد تشارلز الذي تأثر بالكارثة الوشيكة إلى صديقته.

## فريق التمثيل
- جانيت جاينور في دور ماريون
- آن شيرلي في دور ماريون كفتاة
- ماري دونكان في دور السيدة
- أندرس راندولف في دور تشيكي
- باري نورتون في دور أدولف
- فيليب دي لاسي في دور أدولف طفلاً
- تشارلز مورتون في دور تشارلز
- جاك باركر في دور تشارلز طفلاً
- أندريه شيرون في دور رو
- جورج ديفيس في دور مهرج لئيم
- نانسي دريكسل في دور لويز
- أنيتا لويز في دور لويز عندما كانت طفلة
- ويسلي ليك في دور مهرج مسن
- جون فاريل ماكدونالد في دور المهرج
- كلير مكدويل في دور إمرأة

## روابط خارجية
- 4 شياطين  في قاعدة بيانات الأفلام على الإنترنت (بالإنجليزية)
- 4 شياطين على موقع أول موفي.
- 4 Devils at Virtual History